# Decane

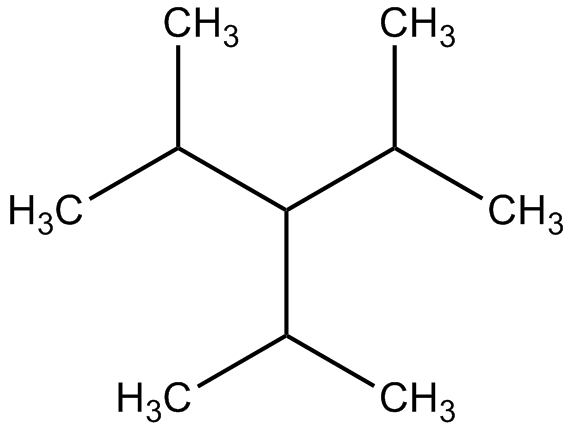
Strukturformel von 2,4-Dimethyl-3-(propan-2-yl)pentan, einem Isomer von Decan

Die Decane bilden eine Stoffgruppe aus der Gruppe der Alkane. Namensgeber ist der lineare Vertreter Decan. Die Decane umfassen theoretisch 75 konstitutionsisomere bzw. 136 konstitutions- und konfigurationsisomere Verbindungen mit der Summenformel C10H22. In öffentlich verfügbaren Datenbanken werden (Stand März 2024) zwischen 93 und 115 tatsächlich bekannte Isomere geführt.
Die folgende Tabelle gibt einen Überblick über alle konstitutionsisomeren Decane, gruppiert nach Anzahl der Kohlenstoffatome in der Hauptkette bzw. nach den Substituenten:
| Substituenten                       | Anzahl der C-Atome in der Hauptkette | Anzahl der C-Atome in der Hauptkette                    | Anzahl der C-Atome in der Hauptkette | Anzahl der C-Atome in der Hauptkette | Anzahl der C-Atome in der Hauptkette | Anzahl der C-Atome in der Hauptkette                                                                                 |
| Substituenten                       | 10                                   | 9                                                       | 8 | 7 | 6 | 5 |
| ----------------------------------- | ------------------------------------ | ------------------------------------------------------- | --- | --- | --- | --- |
| ---                                 | n-Decan                              |                                                         | | | | |
| Methyl                              |                                      | 2-Methylnonan 3-Methylnonan 4-Methylnonan 5-Methylnonan | 2,2-Dimethyloctan 2,3-Dimethyloctan 2,4-Dimethyloctan 2,5-Dimethyloctan 2,6-Dimethyloctan 2,7-Dimethyloctan 3,3-Dimethyloctan 3,4-Dimethyloctan 3,5-Dimethyloctan 3,6-Dimethyloctan 4,4-Dimethyloctan 4,5-Dimethyloctan | 2,2,3-Trimethylheptan 2,2,4-Trimethylheptan 2,2,5-Trimethylheptan 2,2,6-Trimethylheptan 2,3,3-Trimethylheptan 2,3,4-Trimethylheptan 2,3,5-Trimethylheptan 2,3,6-Trimethylheptan 2,4,4-Trimethylheptan 2,4,5-Trimethylheptan 2,4,6-Trimethylheptan 2,5,5-Trimethylheptan 3,3,4-Trimethylheptan 3,3,5-Trimethylheptan 3,4,4-Trimethylheptan 3,4,5-Trimethylheptan | 2,2,3,3-Tetramethylhexan 2,2,3,4-Tetramethylhexan 2,2,3,5-Tetramethylhexan 2,2,4,4-Tetramethylhexan 2,2,4,5-Tetramethylhexan 2,2,5,5-Tetramethylhexan 2,3,3,4-Tetramethylhexan 2,3,3,5-Tetramethylhexan 2,3,4,4-Tetramethylhexan 2,3,4,5-Tetramethylhexan 3,3,4,4-Tetramethylhexan | 2,2,3,3,4-Pentamethylpentan 2,2,3,4,4-Pentamethylpentan                                                              |
| Ethyl                               |                                      |                                                         | 3-Ethyloctan 4-Ethyloctan | | 3,3-Diethylhexan 3,4-Diethylhexan | |
| Ethyl und Methyl                    |                                      |                                                         | | 3-Ethyl-2-methylheptan 3-Ethyl-3-methylheptan 3-Ethyl-4-methylheptan 3-Ethyl-5-methylheptan 4-Ethyl-2-methylheptan 4-Ethyl-3-methylheptan 4-Ethyl-4-methylheptan 5-Ethyl-2-methylheptan | 3-Ethyl-2,2-dimethylhexan 3-Ethyl-2,3-dimethylhexan 3-Ethyl-2,4-dimethylhexan 3-Ethyl-2,5-dimethylhexan 3-Ethyl-3,4-dimethylhexan 4-Ethyl-2,2-dimethylhexan 4-Ethyl-2,3-dimethylhexan 4-Ethyl-2,4-dimethylhexan 4-Ethyl-3,3-dimethylhexan                                          | 3-Ethyl-2,2,3-trimethylpentan 3-Ethyl-2,2,4-trimethylpentan 3-Ethyl-2,3,4-trimethylpentan 3,3-Diethyl-2-methylpentan |
| Propyl                              |                                      |                                                         | | 4-Propylheptan | | |
| Propan-2-yl (=Isopropyl)            |                                      |                                                         | | 4-(Propan-2-yl)heptan | | |
| Methyl und Propan-2-yl (=Isopropyl) |                                      |                                                         | | | 2-Methyl-3-(propan-2-yl)hexan | 2,4-Dimethyl-3-(propan-2-yl)pentan                                                                                   |

Die kürzestmögliche Hauptkette hat 5 Kohlenstoffatome (Pentan). Um von 4 Kohlenstoffatomen als Hauptkette (Butan) zu einem Decan zu gelangen, wären z. B. 6 Methylgruppen als Substituenten nötig. Versucht man aber, mehr als 4 Methylgruppen oder gar eine Ethylgruppe an einem Butan-Grundkörper anzubringen, verlängert man damit automatisch die Hauptkette.